# Гимн Коминтерна
Гимн Коминтерна (нем. Kominternlied букв. «Песня Коминтерна») — гимн Коммунистического Интернационала, написанный Хансом Эйслером в 1928 году.

## История создания
Ни Ханс Эйслер, ни авторы текста — Франц Янке и режиссёр Максим Валлентин не задумывали «Песнь Коминтерна» как гимн. Она была написана для очередной программы «Красного рупора», посвященной 10-летию Коммунистического Интернационала, и впервые была исполнена в марте 1929 года в Берлине. В ноябре 1930 года, во время своего пребывания в Москве, Эйслер исполнил песню на квартире у композитора Н. К. Чемберджи. Песня понравилась, и уже в январском номере журнала «За пролетарскую музыку» за 1931 год был опубликован русский вариант песни, в котором только первая строфа была переводом немецкого оригинала, — поэт Илья Френкель писал русский текст уже непосредственно для «Гимна Коминтерна».
Существовали испанская, английская и немецкая версии гимна, на немецком языке песню исполнял известный немецкий певец и актёр Эрнст Буш.
В 1943 году Коминтерн был распущен, и после Второй мировой войны Стефан Хермлин написал к музыке Эйслера новый текст, сохранив от немецкого оригинала (Ф. Янке и М. Валлентина) вторую строфу, — теперь это была уже «Песня трудящихся» (Lied der Werktätigen).

## Текст песни
| Kominternlied Verlasst die Maschinen! heraus, ihr Proleten! Marschieren, marschieren! Zum Sturm angetreten! Die Fahnen entrollt! Die Gewehre gefällt! Zum Sturmschritt! Marsch, marsch! Wir erobern die Welt! Wir erobern die Welt! Wir erobern die Welt! Wir haben die Besten zu Grabe getragen, Zerfetzt und zerschossen und blutig geschlagen. Von Mördern umstellt und ins Zuchthaus gesteckt, /: Uns hat nicht das Wüten der Weißen geschreckt! :/ Die neuen Kämpfer, heran, ihr Genossen! Die Fäuste geballt und die Reihen geschlossen. Marschieren, marschieren! Zum neuen Gefecht! /: Wir stehen als Sturmtrupp für kommendes Recht! :/ In Russland, da siegten die Arbeiterwaffen! Sie haben’s geschafft — und wir werden es schaffen! Herbei, ihr Soldaten der Revolution! Zum Sturm! Die Parole heißt: Sowjetunion! Zum Sturm! Die Parole: Welt-Sowjetunion! | Гимн Коминтерна Заводы, вставайте! Шеренги смыкайте! На битву шагайте, шагайте, шагайте! Проверьте прицел, заряжайте ружьё! На бой пролетарий, за дело своё! Огонь ленинизма наш путь освещает, На штурм капитала весь мир поднимает! Два класса столкнулись в последнем бою; /: Наш лозунг — Всемирный Советский Союз!:/ Товарищи в тюрьмах, в застенках холодных, Вы с нами, вы с нами, хоть нет вас в колоннах, Не страшен нам белый фашистский террор, /: Все страны охватит восстанья костёр!:/ На зов Коминтерна стальными рядами Под знамя Советов, под красное знамя. Мы красного фронта отряд боевой, И мы не отступим с пути своего! |